# Catlin (New York)
Catlin è un comune degli Stati Uniti d'America, situato nello Stato di New York, nella contea di Chemung.